# Hydropsyche instabilis
Hydropsyche instabilis là một loài Trichoptera trong họ Hydropsychidae. Chúng phân bố ở miền Cổ bắc.